# Гича (річка)
Гича — річка  в Україні, у Рожнятівському й  Долинському районах Івано-Франківської області, ліва притока Молодої (басейн Дністра).

## Опис
Довжина річки приблизно 6 км. Формується з багатьох безіменних струмків. 

## Розташування
Бере  початок на південному сході від села Свобода. Тече переважно на північний схід і на північному заході від гірської вершини Паренки впадає у річку Молоду, ліву притоку Лімниці.